# La Zoe i la Tempesta
 La Zoe i la Tempesta (títol original en francès, Tempête) és una pel·lícula francocanadenca dirigida per Christian Duguay, estrenada el 2022. S'ha doblat i subtitulat al català.
Es tracta de l'adaptació de la novel·la Tempête au haras (2012) de Christophe Donner.

## Sinopsi
Nascuda i criada entre cavalls, una adolescent persegueix el somni de convertir-se en geneta, igual que el seu pare. La seva egua preferida dona a llum un poltre que anomenen Tempesta, i ella hi veu el campió que la seva família ha estat esperant. Tot i això, un accident ho posa tot en perill.

## Repartiment
- Mélanie Laurent: Marie
- Pio Marmaï: Philippe
- Kacey Mottet-Klein: Sébastien
- Danny Huston: Cooper
- Carole Bouquet: Monica Cooper
- Carmen Kassovitz: Zoé, amb 17 anys
- Atmen Kelif: Haddid
- Hugo Becker: Pierre
- Paul Bartel: Kévin Barillot
- Charlie Paulet: Zoé, amb 12 anys
- June Benard: Zoé, amb 5 anys

## Producció
El rodatge es va dur a terme a l'estable de cavalls de Senlis i a Normandia, especialment a la platja Utah, a les del cap de Carteret (Barneville-Carteret) i al massís dunar de Baubigny (Les Moitiers-d'Allonne).

## Distincions

### Nominacions i seleccions
- Festival de Cinema Francès d'Helvècia 2022: «Pòdium»[5]
- Festival de Pel·lícules Francòfones Cinemania de 2022: «pel·lícula de tancament»[6]